# San Vicente (Asunción)

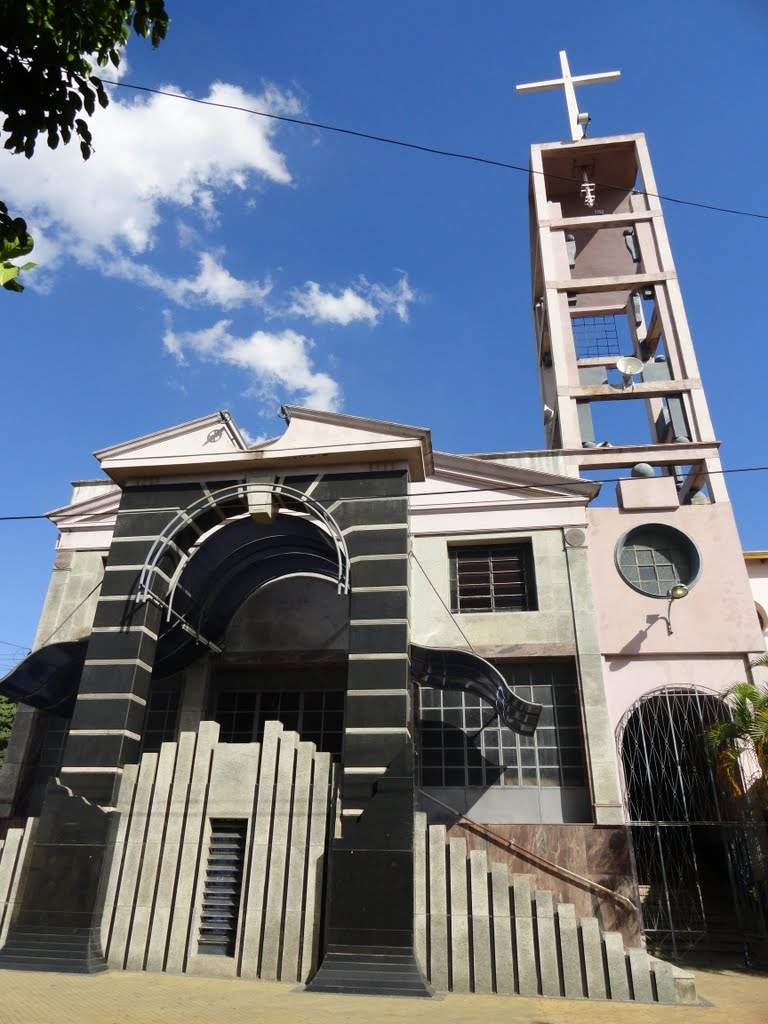

San Vicente es un barrio, ubicado al sur de la ciudad de Asunción,  capital de Paraguay.

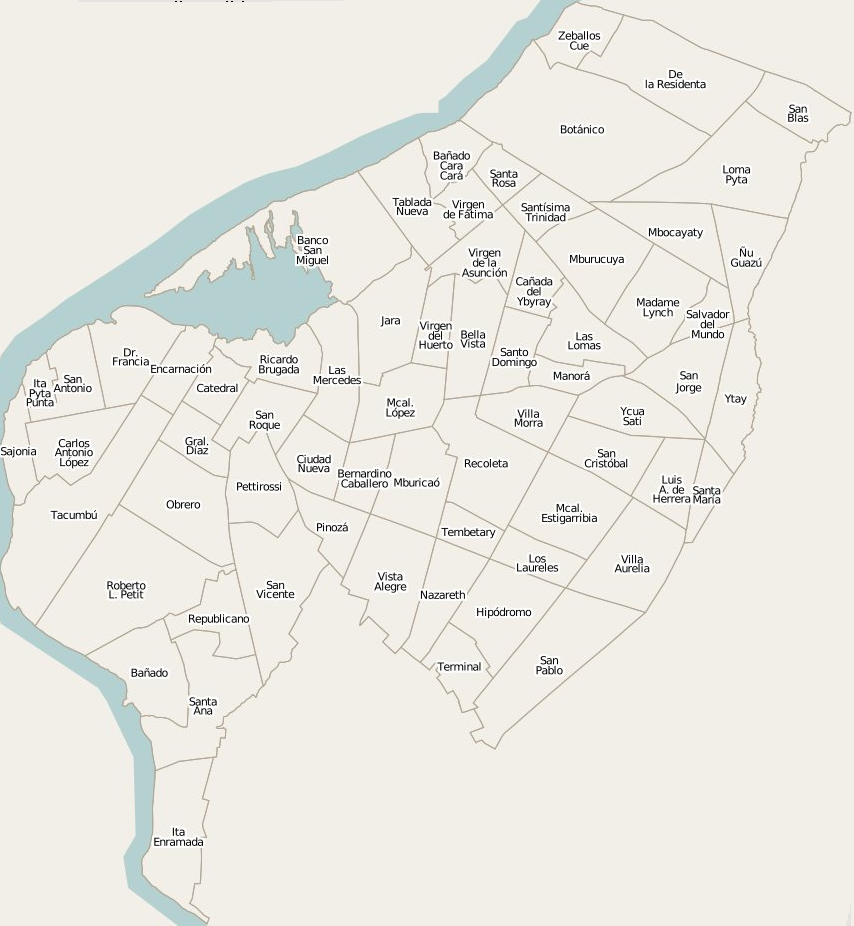
Barrio San Vicente

El barrio es reconocido por su carácter eminentemente popular, encontrándose limitado por las avenidas General Santos, Félix Bogado, y las calles lindantes con el Mercado Municipal Número 4. 
En este prestigioso barrio nació la famosa y aclamada República De San Vicente, la cual se encarga de organizar encuentros y de esta forma ir creando lazos de amistad entre los vecinos.
Fanáticos por su barrio, los pobladores del también clásico y centenario barrio Sajonia despertaron su fanatismo por la misma al ver que esta agrupación, la "República de San Vicente" iba afianzándose.

## Principales problemas del barrio
- Contaminación del Arroyo Ferreira.
- Falta de Espacios Verdes.
- Carpeta Asfáltica Vencida
- "Bomba de Tiempo" en el Mercado 4 (aglomeración continua y locales con construcciones muy precarias)

## República de San Vicente
Grupo organizado de vecinos del citado barrio asunceno y sus adyacentes, el cual vela y promueve actividades en la zona; buscando así conseguir el desarrollo de una sociedad más íntegra. El grupo realiza reuniones semanales para fortalecer los lazos entre quienes la forman. La elección de los miembros se realiza los 14 de marzo, de esta forma se busca de forma democrática y transparente, elegir las autoridades que estarán al frente de la agrupación. 
Miembros actuales
- Manuel Rodríguez
- Hugo Ayala
- Gonzalo Propp
- Iván Jara
- Matias Gulino
- Nicolás Andrada

Ex integrantes
- Camilo Agüero
- Lucas Aguilar

Postulantes
- Fabián Espinola
- Sebastián Álvarez
- Ángel Cartes

- Datos: Q5551783